# Polipirydyna
Polipirydyna (PPY) – polimer przewodzący wykorzystywany jest w budowie wyświetlaczy OLED, po przyłożeniu napięcia emituje światło niebieskie. Polimer ten zbudowany jest z monomerów pirydyny.